# Сменцовский, Михаил Николаевич
Михаи́л Никола́евич Сменцо́вский  (1870, Ярославская губерния — декабрь 1941, Ленинград) — российский христианский писатель и богослов.
Родился в семье священника. Окончил Ярославскую духовную семинарию и Московскую духовную академию, кандидат богословия (1894).
Надзиратель за учениками в Ярославском духовном училище, затем преподаватель философских наук в Смоленской духовной семинарии (1894), член и казначей Смоленского епархиального училищного совета (1895), помощник столоначальника (1897) и младший столоначальник (1904) 4-го отдела Хозяйственного управления при Святейшем Синоде.
В 1899 году защитил магистерскую диссертации по теме: «Братья Лихуды: Опыт исследования из истории церковного просвещения и церковной жизни конца XVII и начала XVIII веков».
Надворный советник (1903), старший столоначальник 1-го отдела Хозяйственного управления, коллежский советник (1911), секретарь II отдела Предсоборного совета (1917).
Делопроизводитель протокольной части канцелярии Поместного Собора Православной Российской Церкви, скорописец и составитель деяний на 3-й сессии.
Жена Клавдия Петровна.
В 1941 году жил в Ленинграде (проспект 25 Октября, дом 132, квартира 54). Скончался от истощения.

## Сочинения
- Христианский аскетизм и ложные суждения о нем // Церковные ведомости. 1898. № 3.
- Значение Лихудов в истории церковного просвещения и церковной жизни // Богословский вестник. 1899. Книга 11.
- Братья Лихуды. СПб., 1899.
- Православие в Гродненском крае; Вопрос об исправлении славянского перевода Библии во второй половине XVII века, в царствование императора Петра I и императрицы Елизаветы Петровны // Церковные ведомости. 1900. № 8, 28–30.
- Ответ на отзыв прот. Т. И. Буткевича об учебных книгах прот. П. Смирнова. Пг., 1915.
- Степан Разин в науке, литературе и искусстве. Библиографический указатель с краткими аннотациями по 1 янв. 1930 г. // Каторга и ссылка. 1932. № 7. С. 193–239; № 8/9. С. 309–356.
- Статьи в Православной богословской энциклопедии.